# Joel Lyssarides
Joel Lyssarides, född 29 oktober 1992, är en svensk jazzpianist och kompositör.

## Biografi
Lyssarides är utbildad vid Kungliga musikhögskolan i Stockholm och blev 2014 en av de yngsta att bli vinnare av Jan Wallanderpriset med motiveringen "En ung musiker vars spel präglas av utsökt klangkänsla, subtil harmonik och levande frasering, till gagn för ett nyskapande på högsta konstnärliga nivå. Med ett fantasifullt musicerande och en uttrycksförmåga av enastående slag, skapar vår pristagare en berättelse fylld av vackra färger, skönhet och ett sällsynt ljus.".
Lyssarides har gett ut tre skivor, Dreamer (2018), A better place (2019) och Stay Now (2022).
Recensenten Pär Dahlerus beskrev musiken i Dreamer som "drömsk och sagolikt vacker", "något i själva klangen och tonen som tränger djupt in i själen", en skiva i "absolut världsklass", medan Johannes Cornell i Dagens Nyheter beskrev att Lyssarides "imponerar med sin breda musikaliska blick", att han reflekterar svenska föregångare som Esbjörn Svenssons Trio och Bobo Stenson. På skivan A better place imponeras Cornell av hur Lyssarides kan förlita sig på improvisationer, förmögen att följa minsta ingivelse, med ett så rikt språk på och över gränsen till klassisk pianomusik.

## Diskografi
- 2018 – Dreamer (Prophone PCD178)
- 2019 – A Better Place
- 2022 – Stay Now

## Utmärkelser
- 2014 – Jan Wallanderpriset[1]
- 2019 – Årets musiker på Jazzkatten-galan[5]